# Ljubo Brovč
Ljubo Brovč, slovenski slikar, * 4. september 1919, Koritnica, Tolmin, † 2. marec 1974, Tolmin. 

## Življenje in delo
Po končani osnovni šoli v rojstnem kraju je delal kot gradbeni delavec. Med vojno je bil italijanski vojak v Afriki in tam prišel v britansko ujetništvo (1943), nato pa v jugoslovansko kraljevo vojsko iz katere se mu je uspelo pridružiti prekomorskim brigadam. Z njimi je preko Barija in Visa prišel v Beograd (1944). Demobiliziran je bil leta 1949. Že v Beogradu je na priporočilo srbskega slikarja Đorđa Andrejevića Kuna obiskoval likovno akademijo (1945-1946), diplomiral pa je leta 1949 na Akademiji za likovno umetnost in oblikovanje v Ljubljani.
Kot profesor likovne vzgoje je najprej poučeval na gimnaziji v Postojni (1949-1951), nato pa na učiteljišču in kasneje na gimnaziji v Tolminu (1951-1974). Razstavi, ki ju je leta 1954 in 1962 pripravil v Tolminu, sta ga pokazali kot intimnega krajinskega slikarja. Največ je upodabljal v olju, predvsem Tolmin in njegovo okolico ter Baško dolino. Opremil je tudi nekaj knjig, tako npr.: Gregorčičeve Izbrane pesmi (Koper, 1973) in Tolminski zbornik (1956). Izdelal je vrsto osnutkov za spomenike in druga obeležja narodnoosvobodilne borbe (spomenik NOB v Koritnici, odkrit 1972). Prejel je več državnih odlikovanj in priznanj.

## Odlikovanja in priznanja
- red za hrabrost
- red zaslug za ljudstvo s srebrno zvezdo
- red dela s srebrnim vencem
- priznanje Osvobodilne fronte